# Neal Morse
Neal Morse (* 2. srpna 1960, Van Nuys, USA) je americký multiinstrumentalista a skladatel progressive-rock hudby z Nashvillu v Tennessee.

## Diskografie

### Neal Morse Band
- (1999) Neal Morse - Neal Morse (LP)
- (2000) Neal Morse - Merry Christmas From The Morse Family (LP)
- (2001) Neal Morse - It's Not Too Late (LP)
- (2003) Neal Morse - Testimony (LP)
- (2004) Neal Morse - One (LP)
- (2005) Neal Morse - ? (The Question Mark Album) (LP)
- (2005) Neal Morse - God Won't Give Up (LP)
- (2005) Neal Morse - Lead Me Lord (Worship Sessions Volume 1) (LP)
- (2005) Neal Morse - Inner Circle CD 1|Inner Circle CD #1 (Inner Circle Fan Club)
- (2005) Neal Morse - Inner Circle DVD 1|Inner Circle DVD #1 (Inner Circle Fan Club)
- (2005) Neal Morse - Inner Circle CD 3|Inner Circle CD #3 - Live In Berlin (Inner Circle Fan Club)
- (2005) Neal Morse - Hit Man (Inner Circle Fan Club)
- (2006) Neal Morse - Whispers in the Wind - Acoustic Improvisations (Inner Circle Fan Club)
- (2006) Neal Morse - Neal Morse in the 80's! (Inner Circle Fan Club)
- (2006) Neal Morse - Send the Fire (Worship Sessions Volume 2) (LP)
- (2007) Neal Morse - Sola Scriptura (LP)
- (2008) Neal Morse - Lifeline
- (2011) Neal Morse - Testimony 2
- (2012) Neal Morse - Cover 2 Cover
- (2012) Neal Morse - Momentum
- (2015) The Neal Morse Band - The Grand Experiment
- (2016) The Neal Morse Band - Alive Again
- (2016) The Neal Morse Band - The Similitude of a Dream
- (2017) The Neal Morse Band - Morsefest 2015
- (2019) The Neal Morse Band - The Great Adventure
- (2021) NMB (Neal Morse Band) - Innocence & Danger

### Spock's Beard
- (1995) Spock's Beard - The Light (LP)
- (1996) Spock's Beard - Beware of Darkness (LP)
- (1996) Spock's Beard - Official Live Bootleg/The Beard is Out There
- (1998) Spock's Beard - The Kindness of Strangers (LP)
- (1998) Spock's Beard - From the Vault - Rarities
- (1999) Spock's Beard - Day for Night (LP)
- (1999) Spock's Beard - Live at the Whisky and NEARfest
- (2000) Spock's Beard - Don't Try This At Home - Live
- (2000) Spock's Beard - Nick 'n Neal live in Europe - Two Separate Gorillas - From The Vaults, Series 2
- (2000) Spock's Beard - Don't Try This @ Home Either - Live - From The Vaults, Series 3
- (2000) Spock's Beard - There and Here - live
- (2000) Spock's Beard - V (LP)
- (2002) Spock's Beard - Snow (LP)

#### Video
- (1998) Spock's Beard - Spock's Beard Home Movie
- (1999) Spock's Beard - Live At The Whisky
- (2001) Spock's Beard - The Making of V
- (2002) Spock's Beard - Don't Try This At Home (DVD)
- (2004) Spock's Beard - The Making Of Snow (DVD)

### Transatlantic
- (2000) Transatlantic - SMPT:e
- (2001) Transatlantic - Live in America
- (2001) Transatlantic - Bridge Across Forever Limited Edition
- (2001) Transatlantic - Bridge Across Forever
- (2003) Transatlantic - SMPTe - The Roine Stolt Mixes
- (2003) Transatlantic - Live in Europe
- (2003) Transatlantic - The Transatlantic Demos

#### Video
- (2001) Transatlantic - Live In America
- (2002) Transatlantic - Building The Bridge
- (2003) Transatlantic - Live In Europe
- (2003) Transatlantic - Live In Europe Limited Edition
- (2004) Transatlantic - Testimony Live (DVD)
- (2006) Transatlantic - Building the Bridge and Live in America (DVD)

### Kompilace
- (2004) Various Artists - CalProg 2004 The Authorized Bootleg
- (2004) Various Artists - CPR Volume 1
- (2005) Various Artists - CPR Volume 2
- (2005) Various Artists - The Tsunami Projekt
- (2006) Various Artists - After The Storm